# Čachtická paní (opera)
Čachtická paní je opera o třech dějstvích českého skladatele Miloše Smatka na libreto, které napsali český spisovatel Quido Maria Vyskočil a Elena Krčmáryová-Smatková, která ho rovněž převedla do slovenštiny. Premiéru měla Čachtická paní 13. května 1931 ve Slovenském národním divadle.

## Vznik, historie a charakteristika
Po Kováři Wielandovi Jána Levoslava Belly – vzniklém ovšem na německé libreto – a po Detvanovi Viliama Figuše-Bystrého je opera Miloše Smatka Čachtická paní z roku 1931 považována za třetí slovenskou operu. Miloš Smatek, až právě na tuto operu skladatel především lehké hudby (operety, filmová hudba), byl sice Čech a na Slovensku ani nepůsobil, ale libreto, byť naskicované zkušeným českým spisovatelem Quido Mariou Vyskočilem, sepsala Smatkova manželka Elena Krčmáryová ve slovenštině.
Libretisté sestavili ze známé krvavé, jen zčásti o skutečné události opřené pověsti příběh spíše mozaikovitý, přičemž každé ze tří dějství má výrazně odlišnou charakteristiku, jež se promítla i do Smatkovy hudby. První je především lyrické, sestávající především z vyznání lásky a apostrof volnosti, většinu druhého zabírá nepříliš originální folklórní rekonstrukce svatby na slovenské vesnici, zatímco krvavá historie se soustředí do třetího aktu, který je hudebně pojednán ryze veristicky.
Kritika neupírala Smatkově práci zručnost i talent, zejména v instrumentaci, problémy s nepřiléhavým zpěvním partem shledávala hlavně u titulní postavy. Celkově však považovala jeho operu z hlediska umělecké hodnoty „naveskrz problematickou“, jak pro libreto plné „nevkusu a lidově krvavé banality“, tak pro skutečnost, že skladateli „naprosto chybuje primérní cit pro formový princip opery“. Podle vzpomínek tehdejšího šéfa bratislavské opery Karla Nedbala byla Čachtická paní „obratně udělaná rutinérská práce, která k řešení problému slovenské opery nepřispěla“.Divadlo vypravilo operu velmi pečlivě a prvotní přijetí publikem bylo nadšené, přesto Čachtická paní z repertoáru brzy zmizela. Miloš Smatek se ani k slovenské tematice, ani k opernímu žánru už ve své tvorbě nevrátil.
Smatkova opera vznikla ještě před vydáním nejznámějšího zpracování čachtické pověsti, románu Čachtická paní Joža Nižnánského (1932), a až na poslední akt nevychází ani ze starší tragédie Jonáše Záborského. Ta byla naopak podkladem pro moderní operní zpracování – operu Bátoryčka Ilji Zeljenky (1996).

## Osoby a první obsazení

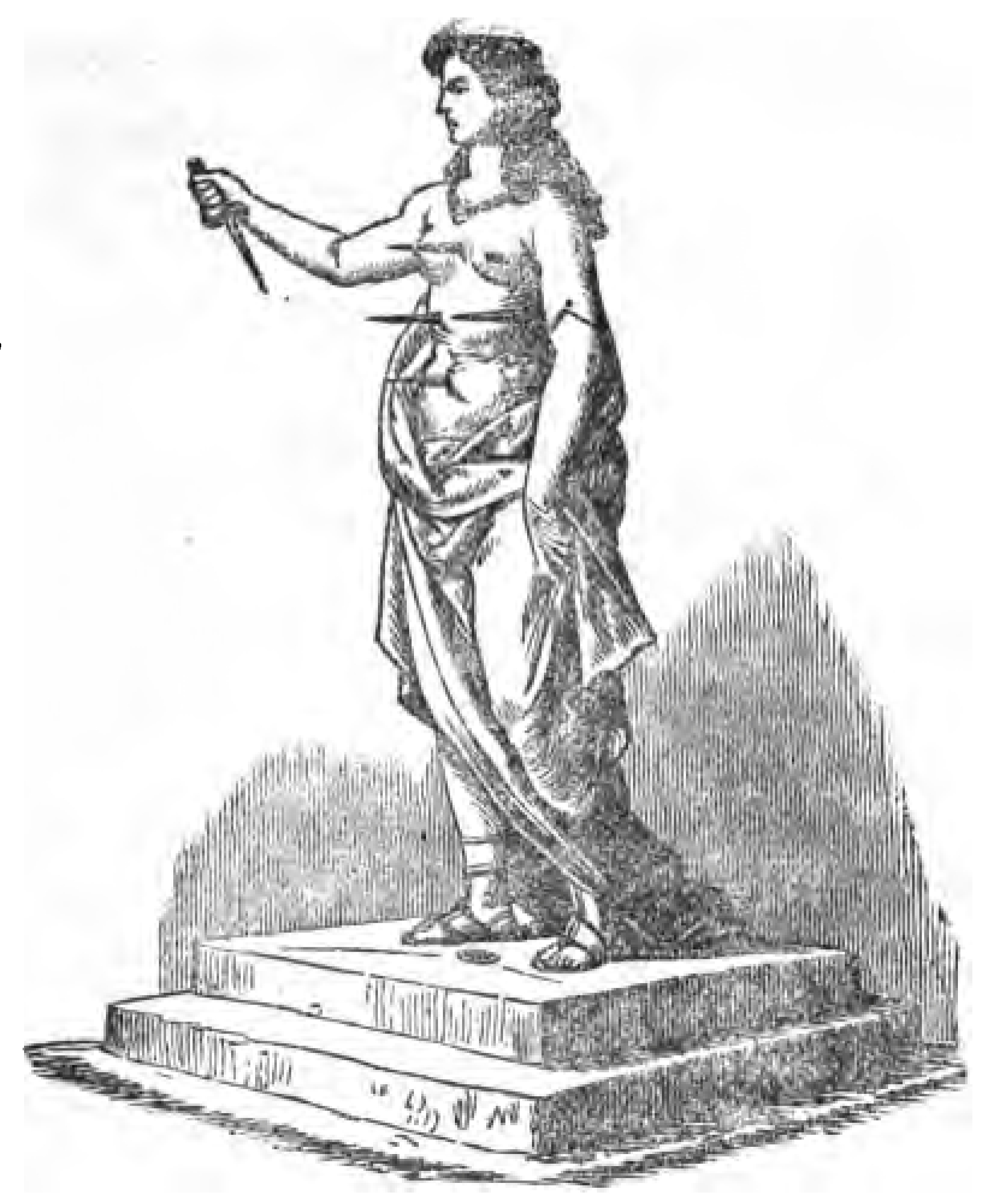
Železná panna z hradu Čachtice, rytina z knihy Vinzenze Katzlera Dunkle Geschichten aus Oesterreich (1868)

| osoba                           | hlasový obor | premiéra (13. května 1931)                            |
| ------------------------------- | ------------ | ----------------------------------------------------- |
| Alžběta Báthoryová              | alt          | Mária Peršlová                                        |
| Hrabě                           | baryton      | Karel Zavřel                                          |
| Dědeček                         | bas          | Arnold Flögl                                          |
| Evička Pútorová                 | soprán       | Helena Blaho-Bartošová                                |
| Ján Hrdý                        | tenor        | Roman Hübner                                          |
| Juraj Thurzo                    | baryton      | Richard Graeven                                       |
| Námluvčí                        | tenor        | Mirko Horský                                          |
| Družičky                        | soprány      | Vlasta Matějovská, Nelly Bakošová, Jarmila Winklerová |
| Vydávač                         | bas          | Václav Sova                                           |
| Starosvat                       | bas          | Zdeněk Ruth-Markov                                    |
| Kmotra                          | mezzosoprán  | Marie Kebardová                                       |
| Svatebčané, sluhové, drábi, lid |              |                                                       |
| Dirigent: Zdeněk Folprecht      |              |                                                       |
| Režie: Bohuš Vilím              |              |                                                       |
| Scéna: Ján Ladvenica            |              |                                                       |
| Kostýmy: Ján Ladvenica          |              |                                                       |

## Děj opery
Janko se vrátí z dalekých krajin o svého horského domova právě ve chvíli, kdy jeho snoubenku Evičku násilně objímá maďarský gróf (I. dějství).
Panští drábi přicházejí zrušit povolení sňatku Janka s Evičkou v druhém jednání, když byly předvedeny všechny svatební zvyky na slovenské dědině a průvod se ubírá do kostela. Evička je odvlečena na zámek, Janko se probouzí ze svého poranění, aby si zavolal účinnou pomoc.
V třetím dějství přichází ušlechtilý palatín Juraj Thurzo potrestat krutovládu Čachtické paní, Alžběty Báthoryčky, jež vraždí slovenské dívky, aby se v jejich krvi omlazovala – ovšem pozdě, když již byla Evička, s nutnou dávkou hrůzy, usmrcena v železné panně. Modlitba nad přinesenou mrtvolou uzavírá dílo.